# Gloria CFR Galati
El Gloria CFR Galati fue un equipo de fútbol de Rumania que alguna vez jugó en la Liga I, la primera división de fútbol en el país.

## Historia
Fue fundado el 1 de enero de 1932 en la ciudad de Galati con el nombre ASC Galati tras la fusión de los equipos locales CFR y Soimii por iniciativa de los empleados ferroviarios de Galati.
Hasta 1936 el club jugó en las divisiones regionales hasta que ascendió a la Liga III, donde en tres años ya jugaba en la Liga I, donde se mantuvo por dos temporadas hasta que en 1941 desciende de categoría. En 1942 el club iba en segundo lugar de la liga hasta que el fútbol en Rumania fue interrumpido a causa de la Segunda Guerra Mundial.
Al terminar la Segunda Guerra Mundial en 1946, el club falla en intentar regresar a la Liga I al perder el playoff de sacenso ante el Prahova Ploiesti con marcador global de 2-5. Entre 1946 y 1951 el club militó en la Liga II, cambiando de nombre en dos ocasiones: CFR (1947) y Lokomotiva (1950) tras descender en 1951. Retornaron a la Liga II en 1955, pero descendieron a la Liga III en tan solo una temporada.
En 1957 el club regresa a su nombre original, pero si mucho éxito en la Liga III, en donde permaneció hasta su desaparición en 1970.

### ¿Regreso?
En 1988 el Dunarea CSU Galati cambió su nombre al de Gloria CFR Galati y lo tuvo hasta 1994, pero ambos clubes no tienen relación alguna.

## Palmarés
- Liga II: 1

1938/39

## Jugadores

### Jugadores destacados
| - Alexandru Tănase - Manole Rădulescu - Jean Lăpușneanu - Justin Apostol - Adrian Oprea - Adrian Bontea - Haralambie Antohi - Adalbert Demeny - Andrei Szutor - Aurel Horotan - Constantin Surugiu - Constantin Jarca - Constantin Bărbulescu - Ernest Prassler - Gheorghe Ionescu | - Gheorghe Iordăchescu - Ioan Bodea - Ioan Kiss - Ştefan Cucula - Ştefan Milea - Ştefan Zapis - Teofil Topa - Tiberiu Kocsiardy - Victor Mihăilescu - Victor Pancoff - Victor Setel - Mircea Tudose - Ladislau Strock III - Nicolae Găman - Octavian Comşa |